# Mühleggbahn
| Einfahrt in die Talstation |                           |                                      |                          |
| Fahrplanfeld: | 2710 (früher: 1710, 115c) |                                      |                          |
| Streckenlänge: | 0.323 km                  |                                      |                          |
| Spurweite: | 1200 mm                   |                                      |                          |
| Maximale Neigung: | 246 ‰                     |                                      |                          |
| Streckengeschwindigkeit: | 18 km/h                   |                                      |                          |
| |                           |                                      |                          |
| Mühleggbahn |                           |                                      |                          |
| \| \| 0,000 \| St. Gallen, Mühlegg Talstation \| 676,44 m ü. M. \| \| \| \| Steinach \| \| \| \| 0,036 \| Tunnelanfang \| Tunnelanfang \| \| \| \| Ehemalige Ausweichstelle \| \| \| \| \| Tunnel \| 287 m \| \| \| \| \| \| \| \| 0,323 \| St. Gallen, Mühlegg (in St. Georgen) \| 746,95 m ü. M. \| |                           |                                      |                          |
| Kopfbahnhof Streckenanfang | 0,000                     | St. Gallen, Mühlegg Talstation       | 676,44 m ü. M.           |
| Brücke über Wasserlauf |                           | Steinach                             | Steinach                 |
| Tunnelanfang | 0,036                     | Tunnelanfang                         | Tunnelanfang             |
| Strecke (im Tunnel) |                           | Ehemalige Ausweichstelle             | Ehemalige Ausweichstelle |
| Strecke (im Tunnel) |                           | Tunnel                               | 287 m                    |
| Strecke (im Tunnel) |                           |                                      |                          |
| Kopfbahnhof Streckenende (im Tunnel) | 0,323                     | St. Gallen, Mühlegg (in St. Georgen) | 746,95 m ü. M.           |

Die Mühleggbahn ist eine Standseilbahn in St. Gallen. Sie verbindet die Altstadt (676 m ü. M.) mit dem Ortsteil St. Georgen und Drei Weieren auf dem Hügel südlich (747 m ü. M.). Die Bahn verläuft grösstenteils in einem Tunnel. Eröffnet wurde sie 1893 als Wasserballast-Seilbahn, dann 1950 zu einer Zahnradbahn und 1975 zu einem Schräglift umgebaut.
Die Bahn gehört der Mühleggbahn AG (ursprünglich Drahtseilbahn St. Gallen-Mühleck). Mit der Betriebsführung sind seit 1953 die heutigen Verkehrsbetriebe St. Gallen (VBSG) beauftragt.

## Beschreibung

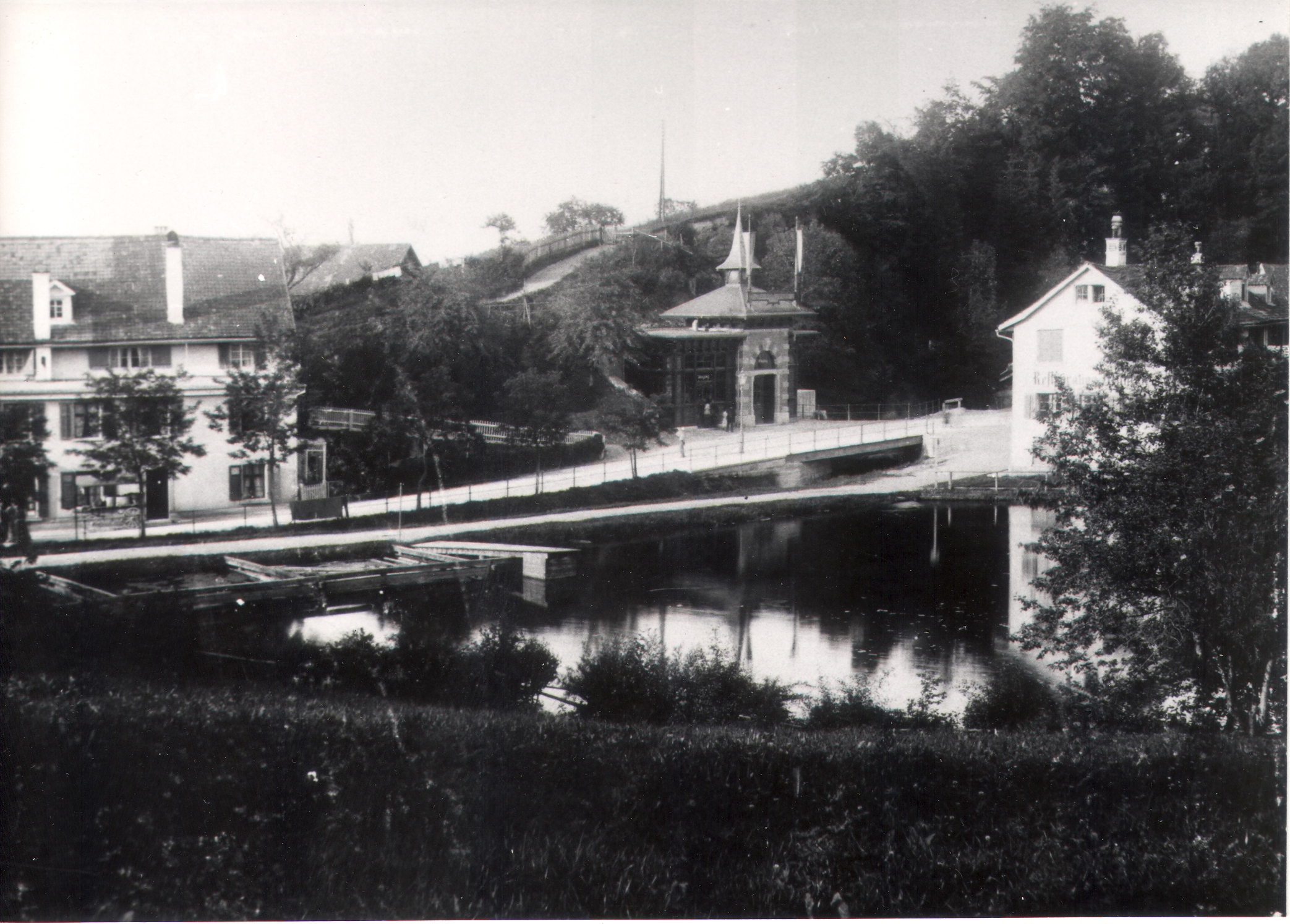
Vorne der Mühleggweiher, dahinter die Bergstation der Mühleggbahn. Aufnahme 1895–1900

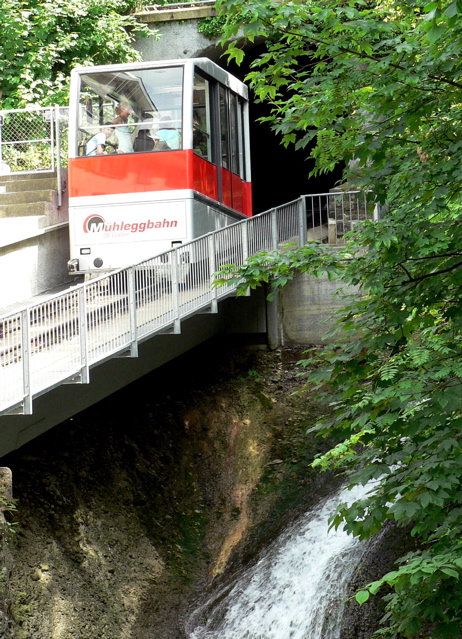
Mühleggbahn Kabine 2004–2018

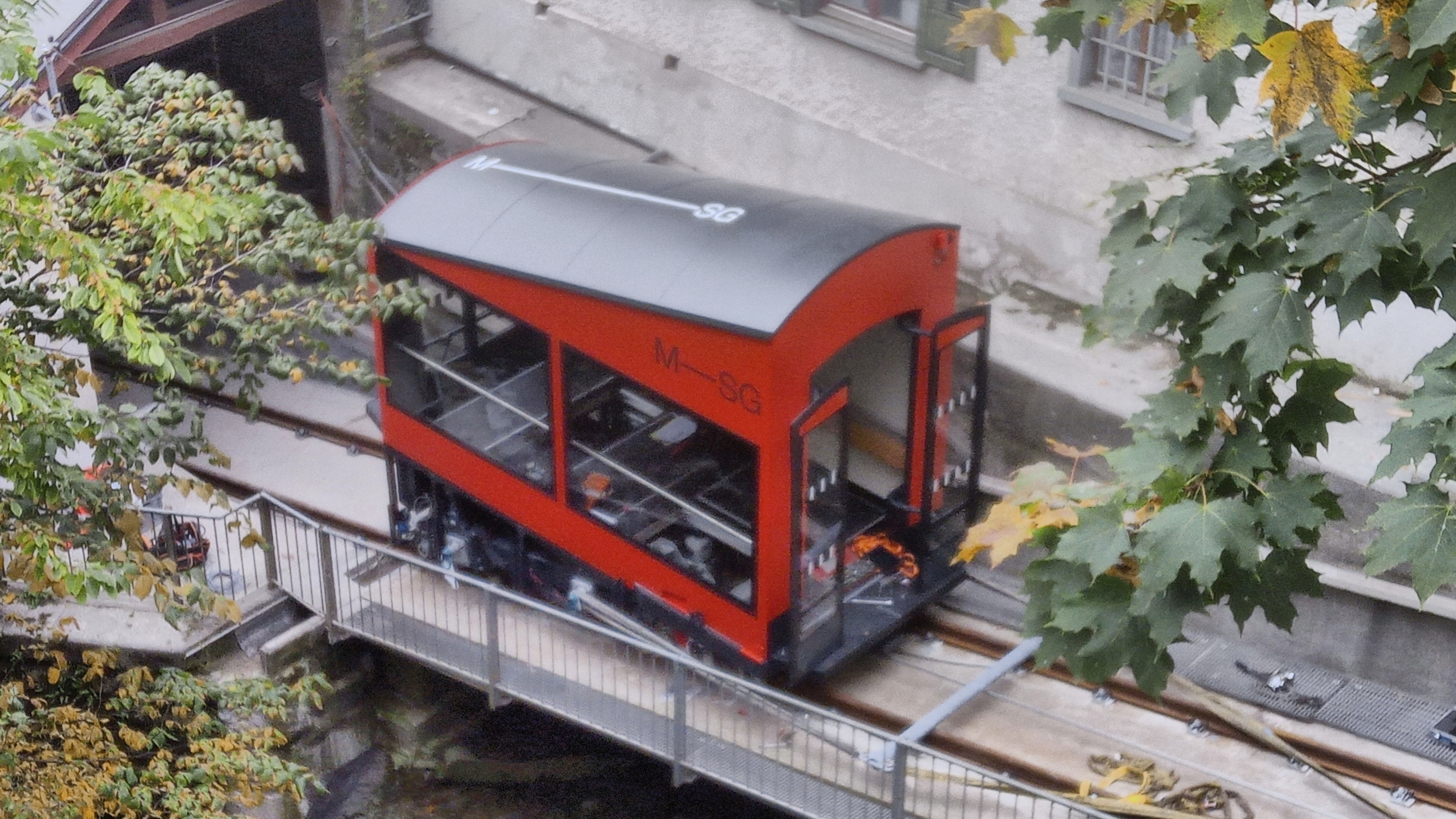
Installation der Kabine (2018)

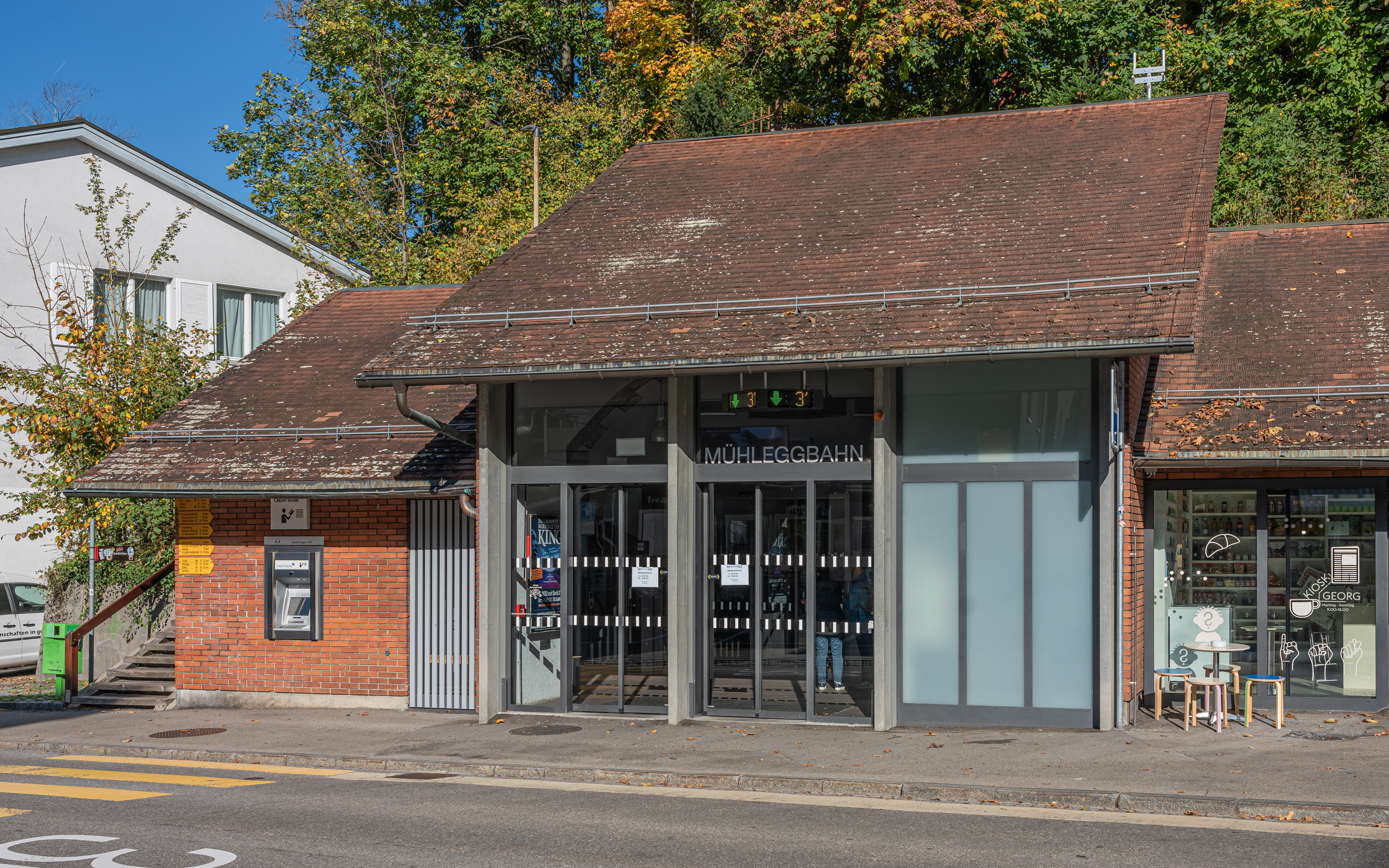
Bergstation (2022)

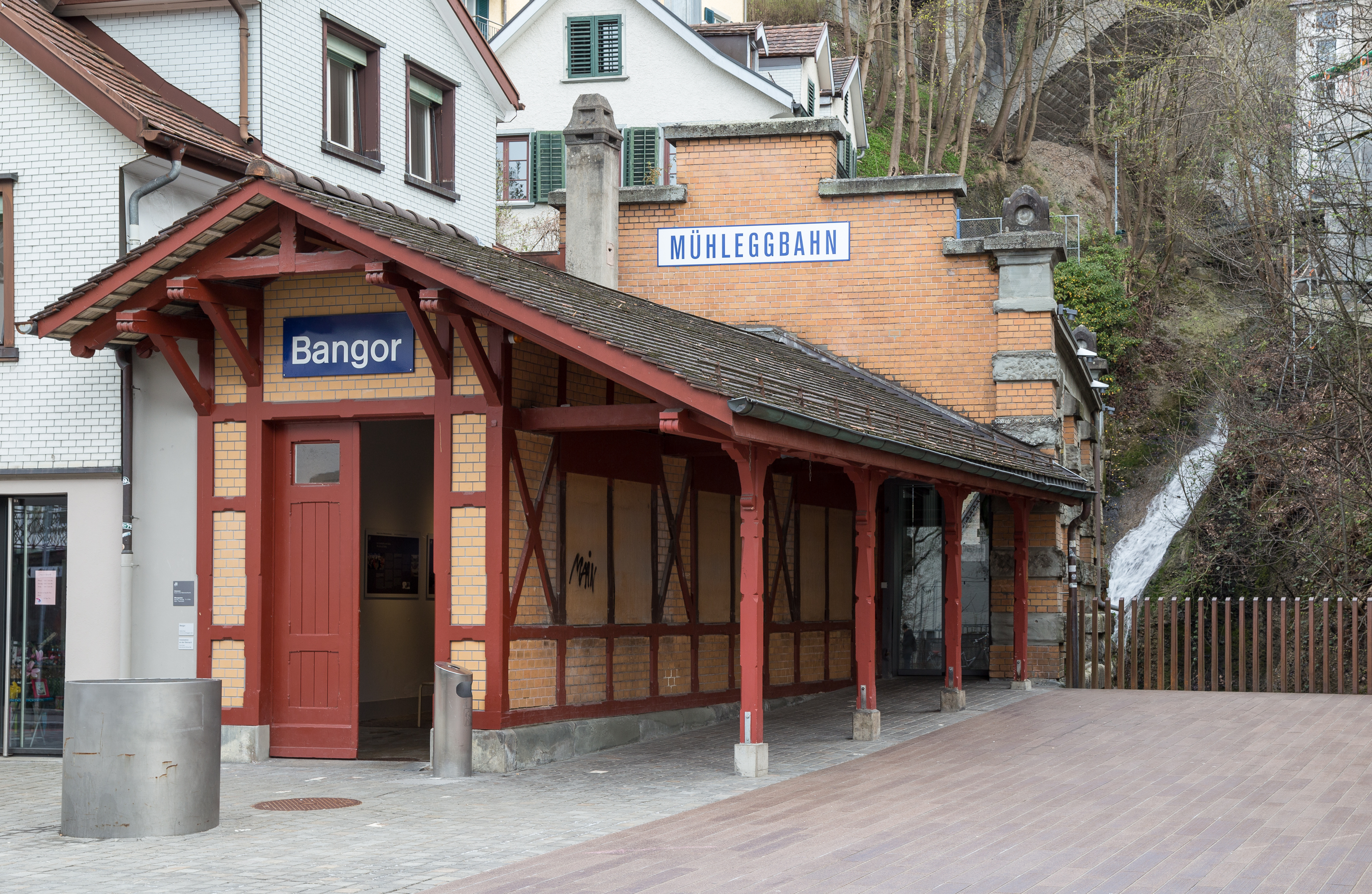
Talstation mit Tafel Bangor

Die Mühleggbahn ist eine Standseilbahn mit einer Kabine, die im 5-Minuten-Takt vollautomatisch zwischen den beiden Stationen verkehrt. Befindet sich die Kabine nicht in der Station, kann sie per Knopfdruck wie ein Lift angefordert werden. Der grösste Teil der 316 Meter langen Strecke führt durch einen Tunnel mit einer Steigung von 208 bis 228 Promille. Der Windenaufzug in der Bergstation zieht die Kabine mit einer Geschwindigkeit von maximal 4,8 m/s, wobei die Kabine während der Fahrzeit von ca. 90 Sekunden mit maximal 38 Fahrgästen eine Höhendifferenz von 69 Metern überwindet. Der Drehstromantrieb läuft bei der Talfahrt im Rekuperationsbetrieb, so dass ein Teil der elektrischen Energie wieder zurückgewonnen werden kann. Von der Bergstation erreicht man mit einem kurzen Fussmarsch einen Höhenweg, der einem Blicke über die ganze Stadt bietet.

### «Bangor»-Schild
Im Gedenken an den Einsiedler Gallus, den Namensgeber der Stadt St. Gallen, dessen Klause sich im Steinachtobel, d. h., im Bereich der heutigen Mühleggbahn, befunden haben soll, wurde die Talstation der Mühleggbahn im Rahmen einer Kunstaktion im Jahr 1997 mit dem Schriftzug «Bangor» versehen. Der Name bezeichnet das irische Kloster Bangor, von dem aus sich die Benediktinerbewegung rund um Kolumban, zu der auch Gallus gehörte, zwecks Missionierung nach Kontinentaleuropa aufmachte. Da diese Beschriftung immer wieder für Verwirrung sorgte, hat die Mühleggbahn sie 2011 entfernt und die Talstation wieder mit «Mühleggbahn» angeschrieben. Seit Mitte August 2012 hängt das Schild im Stil einer SBB-Haltestellentafel nach grossem Widerstand in der Stadt gegen die Entfernung über dem 2012 eingerichteten Kunstraum bei der Talstation.

## Renovation 2018
Das Projekt, bei der Talstation ein Wasserkraftwerk zu bauen und die dafür notwendigen Leitungen im Tunnel der Mühleggbahn zu verlegen, wurde von der Stadt Ende 2017 abgebrochen, da die Wirtschaftlichkeit nicht gegeben sei.
2018 wurde die Bahn umfassend renoviert. Der Tunnel, der an verschiedenen Stellen baufällig war, musste umfassend saniert werden und wurde bei dieser Gelegenheit auch leicht verbreitert. Ausserdem wurde die Kabine ersetzt und mit zwei Ein-/Ausgängen an den Stirnseiten versehen, um den Zugang über die neu gestalteten Eingangsbereiche behindertengerecht zu gestalten. Ein entsprechender Kredit wurde am 5. Dezember 2017 vom Stadtparlament gutgeheissen. Der Umbau wurde am 3. April 2018 mit dem Herausheben der Kabine aus den Schienen begonnen.
Die neue, 5,7 Tonnen schwere Kabine wurde von einem Designer aus St. Georgen, Andreas Bechtiger, entworfen und ist nur noch auf drei Seiten verglast, wobei die Westseite der Kabine durch die grösseren Fenster am Anfang der Bergfahrt einen besseren Blick auf die Steinach erlaubt. Die Klappsitzplätze der vorherigen Kabine wurden eliminiert und an der unverglasten «Bergseite» durch sogenannte Stehbänke zum Anlehnen ersetzt. Im Rahmen der Gestaltung wurde zum Thema behindertengerechter Gestaltung auch Inclusion Handicap, der Dachverband der Behindertenorganisationen der Schweiz, beigezogen. Die Kabine wurde am 9. Oktober 2018 in die Schienen gesetzt, die neue Bahn am 17. November 2018, zum 125. Jubiläum der Mühleggbahn, eingeweiht und dem Betrieb übergeben.

## Kunst im Tunnel
Seit November 2022 wird im Tunnel der Mühleggbahn von der 'Offenen Jugendarbeit Zentrum' ein 30 Meter langer Abschnitt des Tunnels für Graffiti- und Street-Art-Kunstwerke von jungen Künstlerinnen und Künstlern im Rahmen des Programms 'Kunst im Tunnel' zur Verfügung gestellt. Der betreffende Tunnelabschnitt wird bei der Vorbeifahrt der Kabine beleuchtet, so dass die Werke von den Bahnpassagieren gesehen werden können. Das Projekt wird jeweils während des Betriebsunterbruchs für die jährlichen Revisionsarbeiten der Mühleggbahn Anfang November durchgeführt und mit einer Vernissage begangen, während welcher der Tunnel der Öffentlichkeit zugänglich ist.

## Geschichte
Die Mühleggbahn funktionierte im Laufe der Zeit in ganz unterschiedlichen Betriebsarten:

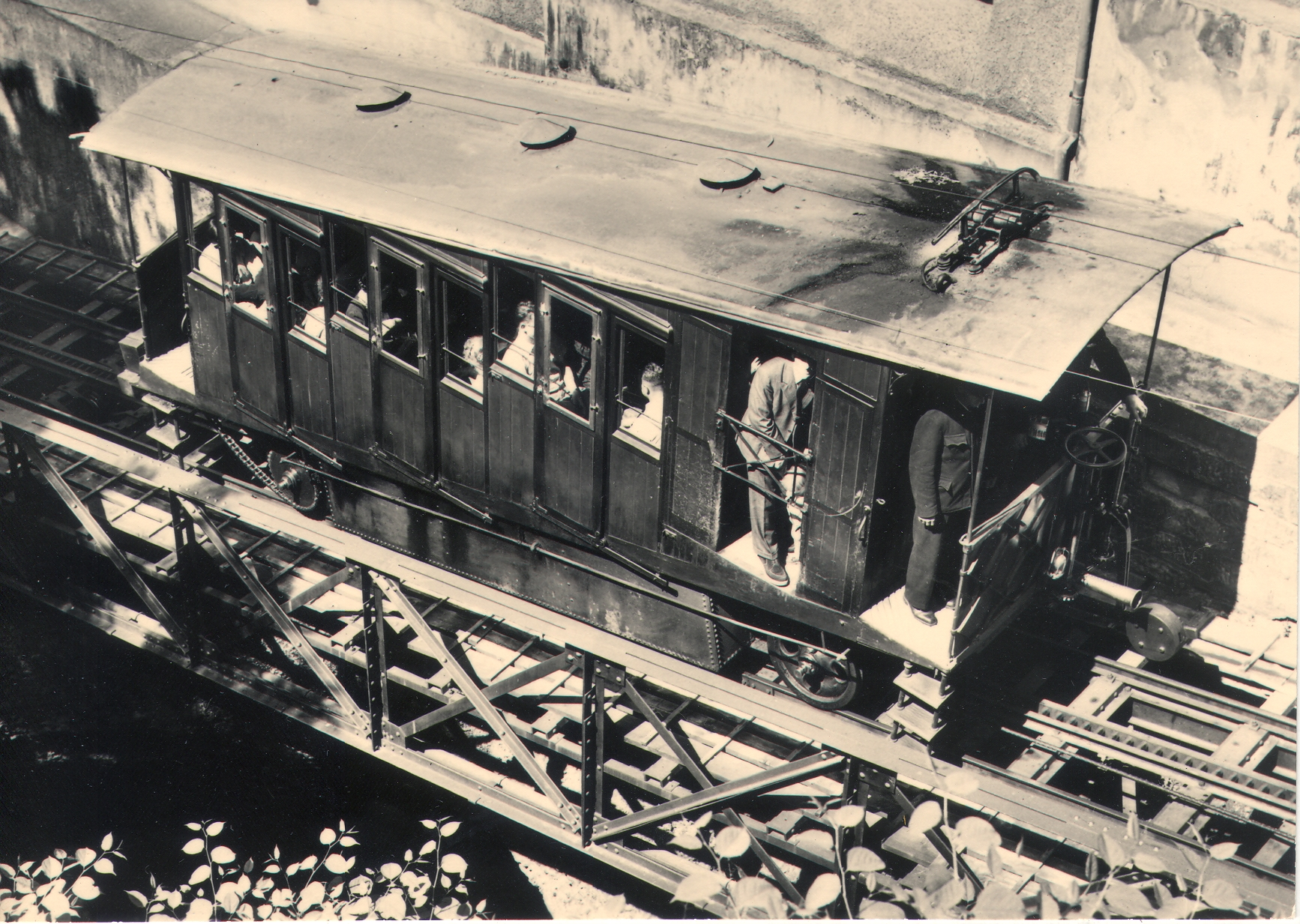
Bergwärtsfahrender Wagen (Nr. 2) der Wassergewichts-Seilbahn auf der Eisenbrücke oberhalb der Talstation. Aufnahme 1940–1950

- 1893 Wassergewichtsseilbahn: Die Mühleggbahn nahm im Jahre 1893 nach einer Bauzeit von einem Jahr ihren Betrieb auf. Sie wurde als eine Wassergewichtsseilbahn gebaut. Zwei Wagen waren durch ein Seil miteinander verbunden und bei der Bergstation wurde Wasser in den dort stehenden Wagen eingefüllt. Das Gewicht des Wassers bewirkte, dass dieser Wagen zu Tal fuhr und zugleich den zweiten Wagen in die Höhe zog.
- 1950 Zahnradbahn:
 Zwischen 1949 und 1950 wurde die nur im Sommerhalbjahr fahrende Bahn in eine Zahnradbahn umgebaut und konnte danach das ganze Jahr hindurch durch verkehren. Die Zahnradbahn wurde am 1. April 1975[14] eingestellt.
- 1975 Schrägaufzug:
 Von 1974 bis 1975 erfolgte ein weiterer Umbau mit Verlängerung. Die Bahn verkehrt seither als Pendelbahn, auch Schrägaufzug genannt. Seit diesem Umbau gibt es nur noch eine Kabine. Die frühere Ausweichstelle im Tunnel ist zwar noch zu sehen, wird aber nicht mehr benötigt.
- 2004:
 Im Rahmen einer Gesamtsanierung im Sommer 2004 erhielt die Bahn eine neue Fahrgastkabine, die Eingangsbereiche der beiden Stationen wurden erneuert.
- 2018 Gesamterneuerung inklusive Ersatz der Schienen, neuer Kabine mit stirnseitigen, behindertengerechten Einstiegen, erhöhter Kapazität mit max. 38 Fahrgästen, höherer Fahrgeschwindigkeit und Neubau der Wartebereiche.[15]